# Torste

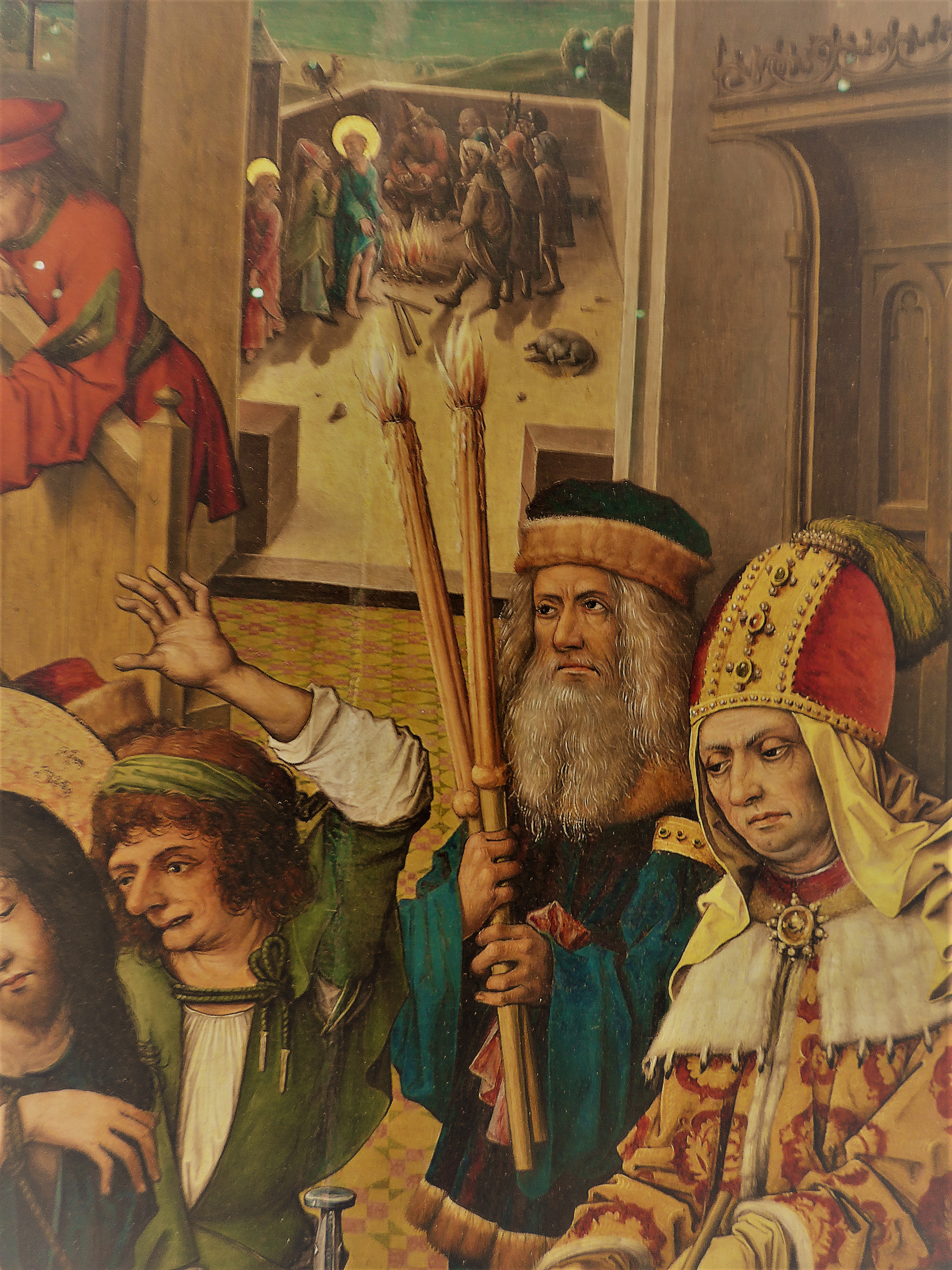
Glatte Tortschen auf einem Detail des Passionsaltars vom Meister des Hausbuchs, um 1480. Freiburg, Augustinermuseum.

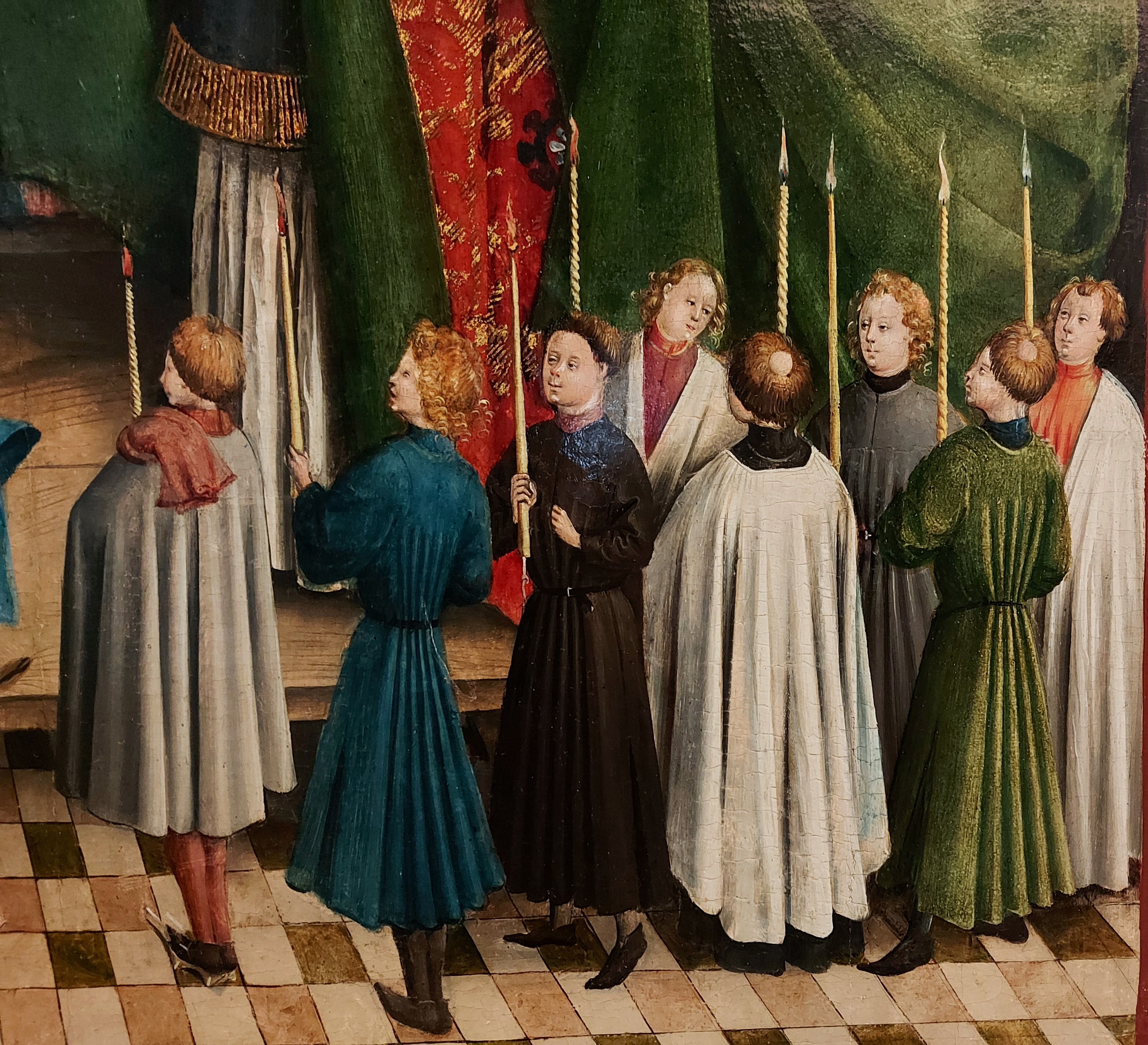
Gedrehte Tortschen, Detail aus dem Marienfelder Altar von Johann Koerbecke, 1475

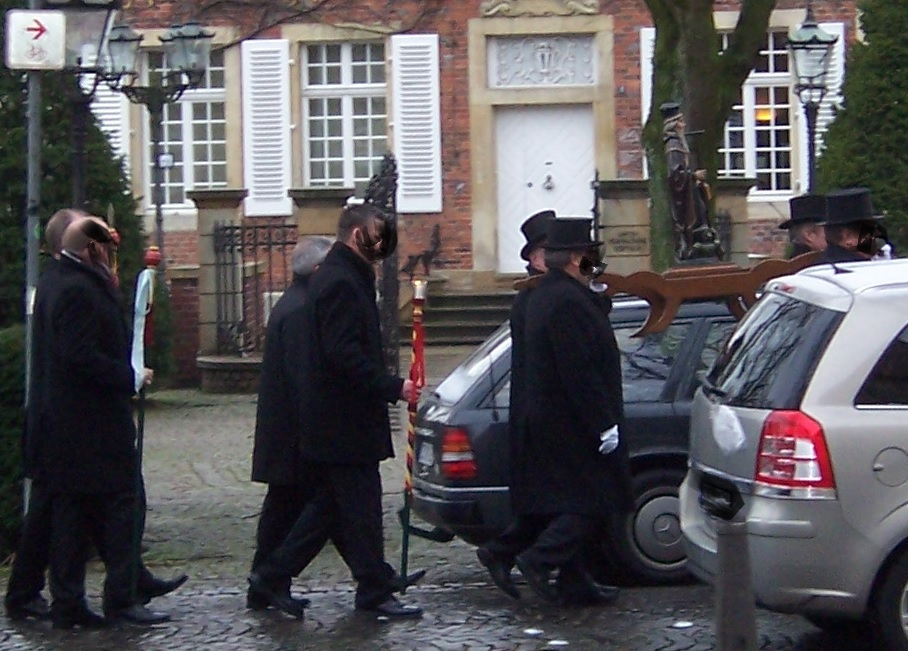
Torsten der Nottulner Antonibruderschaft in Gebrauch bei einer Prozession

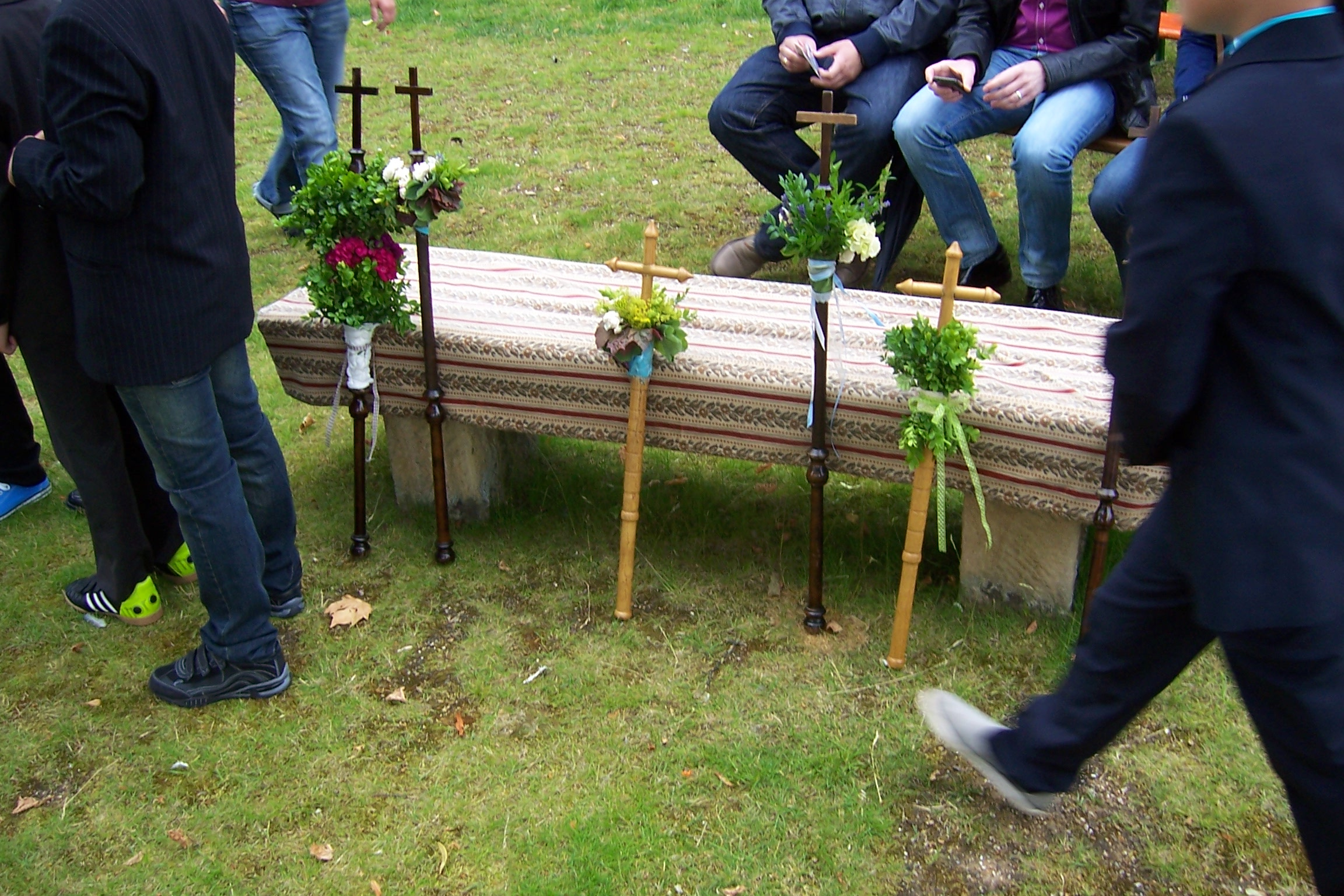
Schöppinger Torsten – Es sind gedrechselte Stäbe mit Kreuz von ca. 70 cm Länge, die ebenfalls mit Buchsbaumzweigen und Blumen umwickelt werden.

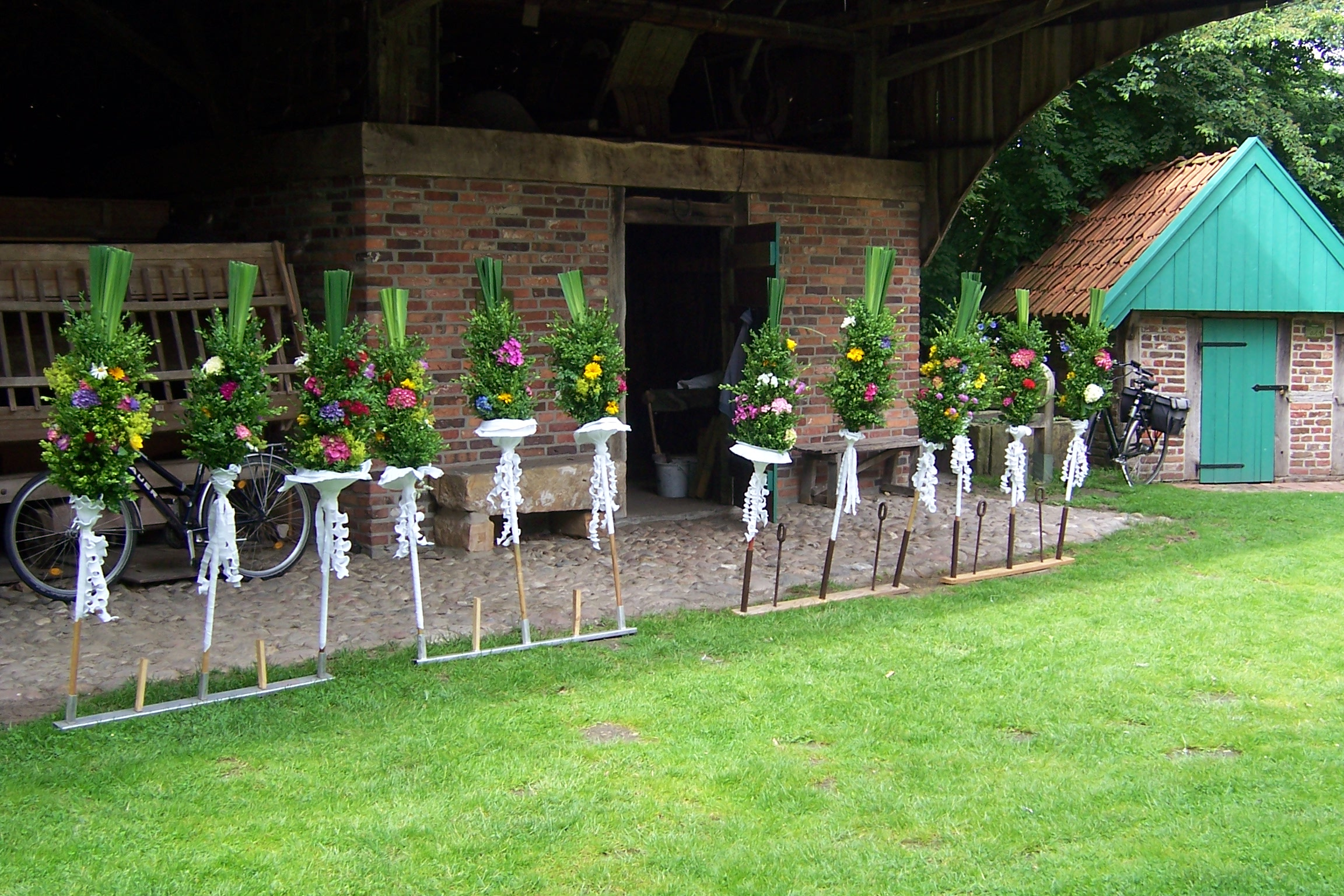
Wettringer Torsten

Eine Torste oder Torsse (aus spätlateinisch/kirchenlateinisch torqua, torca, torsa, mhd. torze / tortsche – „Fackel, lange Kerze“; vgl. frz. torche, engl. torch, ndl. toorts, mnd. tortse/torticie „gewundene Wachskerze/Wachsfackel … für feierliche Gelegenheiten“) ist seit dem Mittelalter als eine solche lange, meist spiralig gewundene, mehrdochtige Lichtquelle aus Talg oder Wachs in vielen Gegenden Mitteleuropas bildlich überliefert.
Name und Gebrauch haben sich abgewandelt bis ins gegenwärtige Prozessionsbrauchtum in Teilen des Münsterlandes erhalten. Inzwischen handelt es sich heute meist um einen hölzernen Stab mit Blumengebinde, gelegentlich aber auch um einen Kerzenhalter. In der aktuellen Verwendung inklusive dieser Bezeichnung gibt es drei Orte mit Torsten: Wettringen (Blumen), Schöppingen (Blumen) und Nottuln (Kerzen), die Erwähnung aktueller Verwendung bezieht sich auf das Jahr 2025, eine konsequente Fortführung ist auf Grund mangelhafter und unzureichend zugänglicher Berichterstattung nicht zuverlässig möglich. Dort, wo diese Blumengebinde bzw. Kerzenhalter sonst noch verwendet werden, fotografisch nachgewiesen sind bzw. existieren, fehlt inzwischen die Bezeichnung als „Torste“. Die Torsten sind schmückendes Beiwerk und werden in der Fronleichnamsprozession (ursprünglich nur von den männlichen) Kommunionkindern mitgeführt. Dort, wo es Torsten an Fronleichnam gibt, dekorieren sie bis zum Beginn der Prozession auch den Platz an dem die Eucharistiefeier stattfindet. Sie haben in Wettringen eine Länge von rund 1,60 Meter, wobei etwa 60 cm auf die Blumengebinde entfallen.
In Nottuln werden zwei Kerzenhaltertorsten bei der Prozession anlässlich des Festtages des Heiligen Anonius Abt (17. Januar) am darauffolgenden Sonntag mitgetragen. Sie befinden sich im Besitz der Antoniusschützenbruderschaft. Bis in das 20. Jahrhundert hinein wurden sie auch bei der Fronleichnams- als auch bei der Hagelprozession zehn Tage später mitgetragen. In den dazwischen liegenden Tagen standen sie sichtbar in der Kirche. Eine Inventarliste aus dem Jahr 1753 nennt vier Torssenstöcke und sechs Torssen oder Fackelstöcke, eine aus dem Jahr 1847 zwei Prozessions-Torsten und zwei Trauer-Torsten. Bei den heute verwendeten Torsten handelt es sich auf Grund der farbigen Fassung wohl um Festtagstorsten. In der aktuellen Satzung der Bruderschaft sind unter Vermögen u. a. Torsten (Kerzenstangen) und Vorsteherstäbe aus alter Zeit gelistet.
In Schöppingen wurde das Torstentragen in den 1930er Jahren wiederbelebt, endete nach dem Zweiten Vatikanischen Konzil und anlässlich der 1150-Jahr-Feier Schöppingens im Jahr 1988 erneut wiederaufgenommen. Für das Jahr 2019 ist die Verwendung von (Blumen)-Torsten für Schöppingen letztmalig durch Pressebericht belegt (Lokalseite Wettringen, Verweis auf Schöppingen), es war in dem Jahr ein Torstenträger. Es lassen sich insgesamt acht (vier helle und vier dunkle) gedrechselte Torsten fotografisch nachweisen, von denen 2014 sechs und 2025 fünf blumengeschmückt mitgetragen worden sind, der Brauch wird demnach dort trotz des kurzzeitigen Rückganges um das Jahr 2019 weiterhin gepflegt. Die Torstenstäbe werden von der Kirchengemeinde verwahrt, an die Kommunionkinder ausgegeben und von denen in Eigenregie geschmückt.
Die Wettringer Torsten wurden früher von den 8- bis 14-jährigen Schuljungen getragen, heute von den Kommunionkindern. Die Träger gingen bzw. gehen in der Prozession unmittelbar vor dem Baldachin. Das Blumengebinde bestand traditionell überwiegend aus „Bickbeeren“-Zweigen (Blaubeere), heutzutage aus Buchsbaum. Darin waren/sind die Blumenblüten mitverarbeitet. Oben endet das Gesteck in einer „Krone“ aus den Blättern der Schwertlilie, die entsprechend eingekürzt waren. Die Anfertigung oblag in den einzelnen Nachbarschaften jeweils einer bestimmten Person(engruppe?). In Wettringen wurden die Torsten auch bei der „Großen Prozession“ (10 Tage nach Fronleichnam) getragen. Die heutige Art der Torsten in Wettringen findet sich schon in den 1830er Jahren bzw. sogar bereits am Ende des 18. Jahrhunderts.
In Wettringen drohte dieser Brauch gegen Ende des 20. Jahrhunderts zu verschwinden, ist aber dann durch den Heimatverein weitergeführt worden. Vor dem Rückgang dieses Brauches im späteren 20. Jahrhundert waren es 60 Torstenträger, der Heimatverein fertigte nach der Wiederaktivierung zunächst immer 12 Torsten an. Für das Jahr 2019 wird in Wettringen (6) als auch in Schöppingen (1) die Anzahl der Torstenträger als rückläufig beschrieben. In Wettringen waren 2022 waren wieder deutlich mehr Torstenträger bei der Fronleichnamsprozession zu verzeichnen. Allerdings lässt sich nicht verifizieren, ob die höhere Anzahl möglicherweise dadurch zustande kam, dass auf Grund der beiden abgesagten Prozessionen 2020 und 2021 („CoViD-19-Pandemie“) die Kommunionkinder dieser Jahrgänge ihre Teilnahme als Torstenträger 2022 nachgeholt haben. Ein Pressefoto der Fronleichnamsprozession 2023 in Wettringen zeigt sieben Torsten, ein Pressefoto 2024 sechs, einem Pressebericht des Folgejahres 2025 sind es 2024 jedoch acht gewesen. Im Jahr 2025 bestand die Fronleichnamsfeier der Pfarrei aus einer „Eucharistiefeier zu Fronleichnam in Pastor’s Garten“(sic!), dennoch hat 2025 trotz fehlender expliziter Ankündigung in der Gottesdienstordnung (Online- als auch Printausgabe) eine Prozession in Wettringen stattgefunden, ein Hinweis darauf wurde kurzfristig auf der Homepage veröffentlicht. Sie sollte zu drei Altären in unmittelbarer Nähe zum Ort der Messfeier führen (Seniorenwohnanlage, KiTa, Rathaus). Vom Heimatverein wurden 6 Torsten gefertigt. Für 2025 wird ein weiterer Rückgang des Torstentragens für Wettringen beschrieben,
Die Torsten werden in Wettringen stets am Vortag von Fronleichnam im Rahmen des regelmäßig stattfindenden Offenen Aktionsnachmittags der Öffentlichkeit zugänglich gebunden; dieses findet auch auswärtige Interessenten.
Die Lokalzeitung berichtet in Wettringen regelmäßig („alljährlich“) in zeitlicher Nähe zu Fronleichnam über die Prozession und das Torsten tragen, während in Schöppingen die Presse nicht darüber berichtet; vergleichbar mit Orten in der Umgebung mit Prozessionen ohne besonderes Brauchtum.
In Schöppingen ist die Wegstrecke der Fronleichnamsprozession nach wie vor gleich geblieben, während in Wettringen der Prozessionsweg seit 2023 stark verkürzt worden ist.
Die Blumen-Torsten in Wettringen sind im Vergleich zu den anderen Orten, an denen dieser Brauch noch praktiziert wird oder bildlich nachgewiesen ist, die üppigsten. Dafür sind die Schöppinger Blumentorsten die einzigen, die auf künstlerisch gestalteten Stäben arrangiert werden. Diese Machart trifft sonst nur auf die Kerzenhalter-Torsten zu.
Die Wettringer Torsten waren zur Aufnahme in das „Bundesweite Verzeichnis des Immateriellen Kulturerbes“ vorgeschlagen. Nach Ablehnung ist ein erneuter Antrag beabsichtigt, da im Bescheid der Jury eine erweiterte Bewerbung empfohlen wurde, in der Zeit bis 2025 sind diesbezüglich keine Hinweise auf ein Weiterverfolgen dieses Zieles publik geworden.
Das Tragen von Torsten in der Form des Blumengebindes war bis in die 1920er Jahre im Münsterland weit verbreitet. In Hiltrup (St. Clemens) hat es diesen Brauch ebenfalls gegeben. Beschrieben werden sie als „farbenfroh geschmückte Blumentorsten“. Des Weiteren befindet sich im Heimathaus in Alstätte (heute Stadt Ahaus, Kreis Borken, Nordrhein-Westfalen; Münsterland) die Fotografie einer örtlichen Prozession aus der ersten Hälfte des zwanzigsten Jahrhunderts. Diese zeigt ebenfalls die für Wettringen beschriebene Art von Blumenarrangements auf Stäben, die genauso von Schuljungen in der Prozession mitgetragen werden. Lediglich sind die Blumengebinde nicht so üppig, der Durchmesser geringer und die Schwertlilienblätter fehlen in Alstätte. Die Länge des Tragstockes ist ungefähr vergleichbar. Die Bezeichnung als „Torste“ ist allerdings für Alstätte nicht belegt.
Es gibt noch mehrere Orte, an denen Blumenarrangements auf Tragestöcken bei Prozessionen verwendet werden bzw. wurden, bei denen aber die Bezeichnung „Torste“ nicht nachgewiesen ist:
- Für die Zeit um das Jahr 1955 sind diese Art von Blumenarrangements für die Fronleichnamsprozession in Lingen bildlich überliefert. Der Tragestock ist länger als bei denen in Wettringen, das Ausmaß des Blumengebindes ist etwa gleich, die Schilfblätter fehlen.[31]

- Eine weitere aktuelle Verwendung existiert im Offizialatsbezirk Oldenburg, dem niedersächsischen Teil des Bistums Münster. Dort sind Blumengebinde für die Christi-Himmelfahrtsprozession in Vechta belegt. Sie sind in ihrem Ausmaß vergleichbar mit denen in Schöppingen und werden dort ebenfalls von Kommunionkindern getragen.[32][33] Nicht näher erläutert wird die ortsübliche Bezeichnung dieser Blumengebinde.

- In Oythe, nahe Vechta, werden zur Fronleichnamsprozession (am Sonntag nach Fronleichnam) „Blumenstäbe“ getragen.[34]

- In der ehemaligen Pfarrei Heilig-Kreuz im Dorf Rauxel (Castrop-Rauxel) ist noch für das Jahr 1978 auch die Art Blumengebinde auf Tragestock fotografisch nachgewiesen. Sie sind in ihrem Aussehen mit der „Vechta“- bzw. „Alstätte“-Version vergleichbar, d. h. die Stäbe sind weder gedrechselt und mit einem Kreuz versehen wie in Schöppingen noch haben sie die Krone aus Schwertlilienblättern wie in Wettringen, sie sind zusätzlich mit Bändern verziert. Es fehlt in der Bildbeschreibung die konkrete Bezeichnung dafür.[35] Wie andernorts auch werden sie von Kommunionkindern in der Fronleichnamsprozession mitgeführt.[36]

- Im nahe zu Castrop-Rauxel gelegenen Marl sind bei der Fronleichnamsprozession der Pfarrei St. Franziskus (Fronleichnam St.-Barbara-Kirche) 2022 als auch 2023[37] Kommunionkinder mit Blumen auf Tragestöcken nachgewiesen. Zusätzlich zieren noch Schmuckbänder den Tragestock. Das Besondere ist, dass die Stöcke miteinander durch die Zierschleifenbänder miteinander verbunden sind und die Gruppe der Träger dadurch eine besonders kooperierender Teil der Prozession ist.[38][39] Nicht erklärt wird, ob die Blumenarrangements in Marl auch als „Torste“ bezeichnet werden.

- Eine Fotografie aus den 1990er Jahren, grob verortet auf Nordrhein-Westfalen, zeigt noch ein weiteres Verwenden von Blumentorsten. Die Blumengebinde sind auf auffallend langen Stäben arrangiert und haben Ähnlichkeit mit denen aus Marl (aber ohne Zier-Bänder). Es fehlt in diesem Kontext die Erwähnung, ob der Begriff „Torste“ dort dafür verwendet wird.[40]

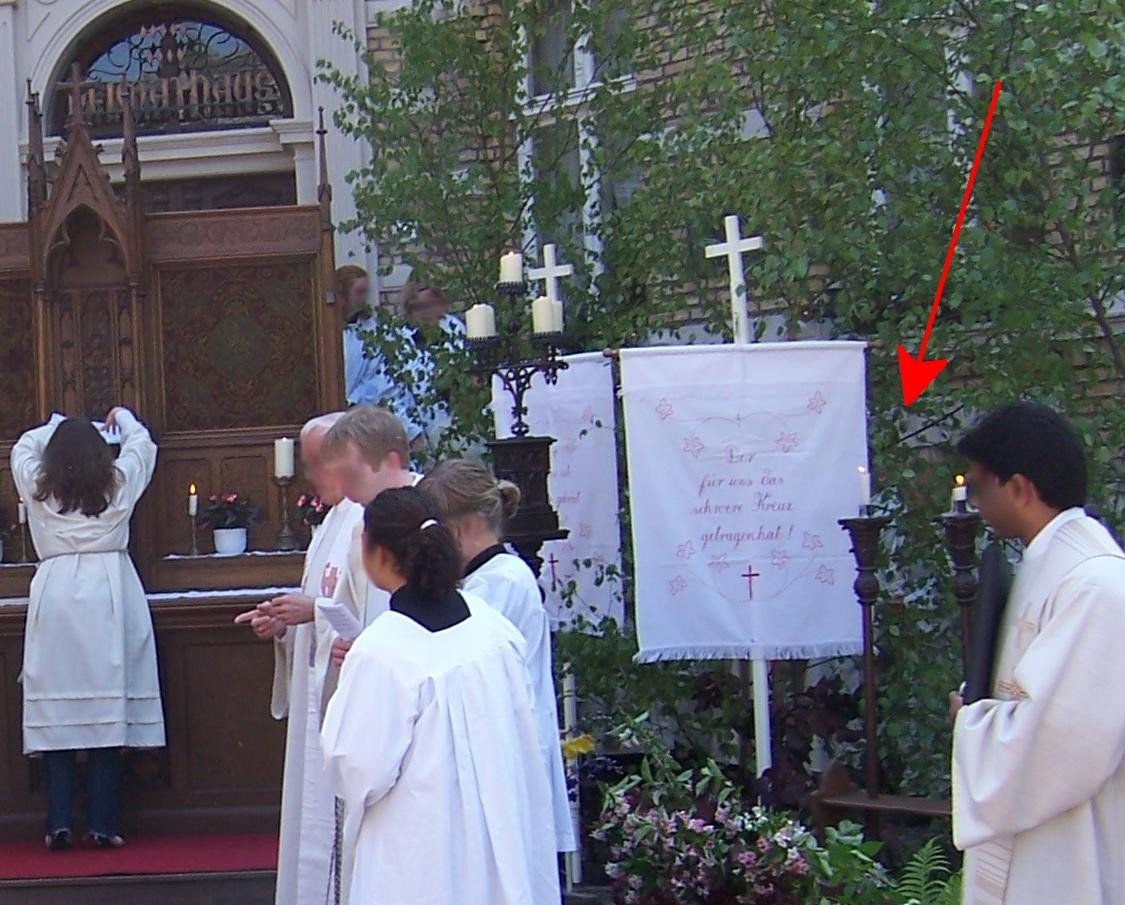
Die Kerzenhalter-Torsten in Borghorst 2008

Im Steinfurter Ortsteil Borghorst wurden im Heimatmuseum hölzerne Kerzenhalter vergleichbarer Länge, die in feierlichen Hochämtern der vorkonziliaren Liturgie während der Wandlung von Ministranten gehalten wurden, ebenfalls als Torsten bezeichnet. Ebenfalls berichten die „Borghorster Heimatblätter“ in einem Beitrag über die bis in das 19. Jahrhundert dort übliche Laurentiusprozssion von einer „Reparatur der Torssenstöcke 1645“. Die im Heimathaus ausgestellten Torstenstöcke sind nicht datiert, aber vom Stil her nicht historistisch, wohl älter. Sie haben eine Art akanthusverziertes Kapitell, wie sie im Barock, aber auch im Klassizismus verbreitet waren. Des Weiteren sind diese Akanthusverzierungen relativ kleindimensioniert, wenig detailliert ausgeprägt und weisen Beschädigungen auf. Unter dem Kapitell befindet sich ein mit vier Blumenblüten verzierter Knauf. Im Vergleich dazu ist die erhaltene Schnitzerei eines an selber Stelle präsentierten historistischen Segensaltares trotz ähnlicher Dimensionen feingliedriger, deutlicher ausgeprägt und stellt abweichend zum im kirchlichen Bereich Üblichen Eichenlaub dar. Die Borghorster Kerzenhalter-Torsten wurden von etwa Mitte der 1980er Jahre bis zu Beginn 21. Jahrhundert als Schmuck zusammen mit dem genannten historischen Segensaltar aufgestellt; bis der Prozessionsweg verändert wurde und dieser Segensaltar entfiel. 2023 und auch 2025 führte die Prozession wieder zu einem Segensaltar am Heimathaus, es wurde jeweils nicht der historische Altar, sondern eine andere, schlichtere Segensstation und auch ohne die Torsten aufgebaut.
Ein weiteres Bezeichnen von Kerzen/Kerzenhaltern bzw. Fackeln als Torsten stammt aus dem Jahr 1821, wo vom Begräbnis (einer?) der letzten Stiftsdame(n) des Stiftes Metelen berichtet wird.

## Oberdeutscher Sprachraum – Tortsche
Im alemannischen und bairischen Sprachraum hat das Wort „Tortsche“ heute die Bedeutung „Kerze auf Kerzenhalter“. In Freiburg im Breisgau etwa ist es das Wort für die sonst Flambeaux genannten Kerzenhalter der Ministranten für feierliche Gottesdienste, in Freiburg im Üechtland für reichverzierte Kerzenhalter der Zünfte bei Prozessionen; ähnlich in Wien und in der Oberpfalz (Regensburg).
Bei der Fronleichnamsprozession der Münchener Innenstadtpfarrei St. Peter werden ebenfalls Blumengebinde auf Stäben von Kommunionkindern mitgetragen. Auch hier bleibt die Bezeichnung dieser ungeklärt. Zusätzlich werden hohe, geschnitzte Kerzenhalter nach Machart einer „Tortsche“ mitgeführt. Ebenso wie bei den Blumengebinden wird die ortsübliche Bezeichnung jedoch nicht erwähnt.
Auch für die Fronleichnamsprozession in dem Ort Bodenmais lassen sich auf Machart und Größe bezogen dieselbe Art von Blumengebinden wie für München St. Peter nachweisen, ohne dass die Bezeichnung dafür genannt wird. Die Gebinde sind mit einer weißen Schleife versehen. Die Träger flankieren den Baldachin.